# Cordiglottis
Cordiglottis es un género que tiene asignadas siete especies de orquídeas epífitas. Es originario desde Tailandia hasta Malasia.

## Taxonomía
El género fue descrito por Johannes Jacobus Smith y publicado en Bulletin du Jardin Botanique de Buitenzorg, sér. 3, 5: 95. 1922.

## Especies deCordiglottis
- Cordiglottis breviscapa (Carr) Garay, Bot. Mus. Leafl. 23: 176 (1972).
- Cordiglottis filiformis (Hook.f.) Garay, Bot. Mus. Leafl. 23: 176 (1972).
- Cordiglottis fulgens (Ridl.) Garay, Bot. Mus. Leafl. 23: 176 (1972).
- Cordiglottis major (Carr) Garay, Bot. Mus. Leafl. 23: 176 (1972).
- Cordiglottis multicolor (Ridl.) Garay, Bot. Mus. Leafl. 23: 176 (1972).
- Cordiglottis pulverulenta (Carr) Garay, Bot. Mus. Leafl. 23: 176 (1972).
- Cordiglottis westenenkii J.J.Sm., Bull. Jard. Bot. Buitenzorg, III, 5: 95 (1922).[1]